# سرویس امنیتی لهستان
سرویس امنیتی لهستان (لهستانی: Służba Bezpieczeństwa؛ ‏تلفظ در لهستانی: [ˈswuʐba bɛspʲeˈt͡ʂɛɲstfa]) که نام کامل آن سرویس امنیتی وزارت کشور بود و به اختصار با عنوان SB شناخته می‌شد، نیروی پلیس مخفی جمهوری خلق لهستان بود که در سال ۱۹۵۶ به‌عنوان جانشین وزارت امنیت عمومی (UB) تأسیس شد. این سرویس از سال ۱۹۵۶ تا سقوط کمونیسم در سال ۱۹۸۹، نهاد اصلی اطلاعاتی-امنیتی لهستان در داخل و خارج کشور محسوب می‌شد.
نهاد بالادستی SB یعنی وزارت کشور لهستان در سال ۱۹۵۴ پایه‌گذاری شده بود، اما تا زمان انحلال کمیته امنیت عمومی در سال ۱۹۵۶ نقش مهمی ایفا نمی‌کرد.

## تاریخچه
وزارت امنیت عمومی لهستان (UB)، که پس از جنگ جهانی دوم تأسیس شده بود، مسئول تأمین امنیت، فعالیت‌های اطلاعاتی و ضداطلاعاتی بود. این وزارت بر بیش از ۴۱٬۰۰۰ سرباز از نیروهای امنیت داخلی، ۵۷٬۵۰۰ نفر از اعضای پلیس مردمی (شهروندی)، ۳۲٬۰۰۰ نفر از نیروهای محافظ مرز، ۱۰٬۰۰۰ مأمور زندان و ۱۲۵٬۰۰۰ نفر از اعضای ذخیره داوطلب پلیس شهروندی نظارت داشت.
پس از فرار یوزف شویاتوو (متولد با نام اصلی ایساک فلایشفارپ) به غرب در سال ۱۹۵۴ — که از افسران بلندپایه وزارت امنیت عمومی و از عوامل کلیدی در بازداشت کاردینال استفان ویشینسکی بود — این وزارت‌خانه منحل شد.
در دسامبر ۱۹۵۴، حزب کمونیست UB را به دو نهاد جداگانه تقسیم کرد:
1. کمیته امنیت عمومی موسوم به KDSBP
2. وزارت کشور یا MSW

کمیته امنیت عمومی نقش پلیس مخفی را ایفا می‌کرد و مسئول امور اطلاعاتی و ضداطلاعاتی داخلی و خارجی برای مقابله با جنبش‌های زیرزمینی و نفوذ کلیسای کاتولیک بود. وزارت کشور وظایف اداری را بر عهده داشت و در نهایت کنترل نیروهای امنیت داخلی، پلیس مردمی، نیروهای مرزی، نگهبانان زندان و نیروهای داوطلب پلیس ذخیره شهروندی را به دست گرفت.

## اصلاحات سال ۱۹۵۶
سال ۱۹۵۶ نقطهٔ عطفی در سیاست لهستان بود. ووادیسواف گومولکا که به‌تازگی از زندان آزاد شده بود، به سمت دبیرکل کمیته مرکزی حزب کارگران متحد لهستان منصوب شد. در پی این تغییرات، اصلاحاتی در ساختار امنیتی کشور صورت گرفت. کمیته امنیت عمومی منحل شد و وظایف آن به وزارت کشور (MSW) واگذار شد.
ادغام «سرویس امنیتی» در ساختار وزارت کشور — که البته از سال ۱۹۵۴ در درون سامانهٔ امنیت عمومی لهستان قرار داشت — نتیجهٔ دستور شماره ۰۰۲۳۸/۵۶ بود که در تاریخ ۲۹ نوامبر ۱۹۵۶ توسط ووادیسواف ویخا صادر شد. ویخا از اعضای حزب کارگران متحد لهستان (PZPR) و نخستین وزیر کشور لهستان از سال ۱۹۵۴ تا ۱۹۶۴ بود. پس از صدور این دستور، وزارت کشور به تنها نهاد امنیتی رسمی در لهستان تبدیل شد.
مأموران شاغل در سرویس امنیتی، در میان مردم با لقب «اس‌به‌اِک‌ها» (SB-eks) شناخته می‌شدند. همچنین این سرویس با افراد غیررسمی به‌عنوان همکاران مخفی (Tajny Współpracownik یا به‌اختصار TW) قرارداد همکاری می‌بست؛ این افراد معمولاً در ازای اطلاعات و خدمات ارائه‌شده، پول دریافت می‌کردند.

## وظایف و ساختار سازمانی
وظایف سرویس امنیتی (SB) کاملاً مشابه وظایف نهادهای پیشین خود (MBP, UB و KdsBP) بود: حفاظت از نظام کمونیستی در داخل کشور (و فراتر از آن) از طریق کنترل و نفوذ در تمامی ساختارهای زندگی اجتماعی لهستان و خارج از آن.
وزارت کشور (MSW) که به‌صورت مرکزی اداره می‌شد، به بخش‌ها، اداره‌ها، واحدها و ریاست‌های مختلف تقسیم شده بود. پس از تأسیس این سازمان، بخش‌های زیر در SB شکل گرفتند:
- بخش اول (اطلاعات): جایگزین بخش اولِ کمیته امنیت عمومی (KdsBP) در سال ۱۹۵۶ شد.
- بخش دوم (ضداطلاعات): جایگزین بخش دوم KdsBP در سال ۱۹۵۶.
- بخش سوم (فعالیت‌های ضددولتی): جایگزین بخش‌های سوم تا ششم KdsBP در سال ۱۹۵۶. این بخش در سال ۱۹۸۹ به بخش حفاظت از نظم قانون اساسی دولت تبدیل شد.
- بخش A (رمزنگاری): جایگزین بخش A در KdsBP در سال ۱۹۵۶.
- بخش B (رصد و مراقبت): جایگزین بخش B در KdsBP در سال ۱۹۵۶.
- بخش C (سوابق عملیاتی): جایگزین بخش X (دهم) KdsBP در سال ۱۹۵۶.
- بخش T (فناوری عملیاتی): جایگزین بخش IX (نهم) KdsBP در سال ۱۹۵۶.
- بخش W (تحقیقات مکاتبات): جایگزین بخش W در KdsBP در سال ۱۹۵۶.
- بخش تحقیقاتی: جایگزین بخش VII (هفتم) KdsBP در سال ۱۹۵۶.
- بخش حفاظت دولتی: جایگزین بخش VIII (هشتم) KdsBP در سال ۱۹۵۶.
- بخش ثبت اتباع خارجی: امکانات عملیاتی این بخش از وزارت کشور (MO) در سال ۱۹۶۰ گرفته شد و در سال ۱۹۶۵ به بخش کنترل مرزها ادغام گردید.
- بخش چهارم (حفاظت از کلیساها و انجمن‌های دینی): در سال ۱۹۶۲ از بخش سوم جدا شد. بین سال‌های ۱۹۸۱ تا ۱۹۸۴ مأمور حفاظت از کشاورزی لهستان بود. در سال ۱۹۸۹ با ادارهٔ مطالعه و تحلیل جایگزین شد.
- بخش گذرنامه: امکانات عملیاتی آن از وزارت کشور در سال ۱۹۶۴ منتقل شد. از سال ۱۹۷۲ تا ۱۹۹۰ وظیفه ثبت اتباع خارجی مقیم یا شاغل در لهستان را داشت.
- بخش RKW (ضداطلاعات رادیویی): در سال ۱۹۶۵ از ادارهٔ دوم جدا شد و در سال ۱۹۸۹ با بخش A ادغام گردید.
- بخش کنترل مرزها: امکانات عملیاتی آن در سال ۱۹۶۵ از نیروهای محافظ مرزی گرفته شد. تا سال ۱۹۷۲ همراه با بخش ثبت اتباع خارجی فعالیت می‌کرد، سپس به نیروهای محافظ مرزی بازگشت و بخشی از وظایف آن به بخش دوم و وزارت کشور واگذار شد.
- بخش IIIA / V (حفاظت عملیاتی از صنایع): ابتدا در سال ۱۹۷۹ از ادارهٔ سوم جدا شد و در سال ۱۹۸۹ با بخش حفاظت اقتصادی جایگزین گردید. امکانات عملیاتی آن بین سال‌های ۱۹۸۱ تا ۱۹۸۲ از وزارت کشور منتقل شد.[۲]
- بخش سانسور: در دوره حکومت نظامی سال ۱۹۸۱ فعال بود و تماس‌های تلفنی و مرسولات پستی را رهگیری می‌کرد. مأموران بخش‌های W و T نیز در آن فعالیت داشتند.
- بخش مطالعه (تحقیق دربارهٔ مخالفان): در سال ۱۹۸۹ با بخش مطالعه و تحلیل جایگزین شد.
- بخش ارتباطات: امکانات عملیاتی آن در سال ۱۹۸۴ از وزارت کشور گرفته شد.[۳]
- بخش ششم (حفاظت عملیاتی از کشاورزی): در سال ۱۹۸۹ با بخش حفاظت اقتصادی جایگزین شد.
- بخش حفاظت از مأموران: امکانات عملیاتی آن در سال ۱۹۸۵ از وزارت کشور منتقل شد.

## ساختار سرویس امنیتی در سال ۱۹۸۱
در سال ۱۹۸۱، به‌دنبال اصلاحاتی که توسط چسواف کیشچاک انجام شد، ساختار سازمان امنیتی (SB) بار دیگر مورد بازنگری و سازمان‌دهی مجدد قرار گرفت. این بازسازی بر اساس قطعنامه شماره ۱۴۴ هیئت وزیران مورخ ۲۱ اکتبر ۱۹۸۳ صورت گرفت که اساسنامهٔ سازمانی جدیدی را برای وزارت کشور تعیین می‌کرد. این اساسنامه بعدها با قطعنامه شماره ۱۲۸ هیئت وزیران در تاریخ ۲۲ اوت ۱۹۸۹ اصلاح شد.
ساختار جدید SB در این دوره شامل نهادهای زیر بود:
- سرویس اطلاعات و ضداطلاعات
- سرویس امنیتی (SB)
- سرویس امنیت عملیاتی
- اداره تحقیقات
- اداره حفاظت دولتی
- هیئت افسران امنیتی

## درجات سازمانی (تا سال ۱۹۹۰)
در جدول زیر، عنوان‌های شغلی (مقام‌های سازمانی) و درجات نظامی متناظر با آن‌ها آمده است:
| سِمَتِ سازمانی             | درجهٔ متناظر       |
| ----------------------- | ----------------- |
| وزیر                    | سرلشکر / سپهبد    |
| معاون وزیر              | سرلشکر            |
| رئیس کل سرویس امنیتی    | سرلشکر            |
| معاون رئیس سرویس امنیتی | سرتیپ             |
| رئیس اداره              | سرهنگ / سرتیپ     |
| معاون اداره             | سرهنگ             |
| رئیس بخش                | سرهنگ             |
| معاون بخش               | سرهنگ دوم         |
| بازرس ارشد              | سرگرد / سرهنگ دوم |
| بازرس                   | سروان / سرگرد     |
| بازرس جزء               | ستوان / سروان     |

## بیشتر بخوانید
- Jusupović, Adrian; Leśkiewicz, Rafa (2013). Historyczno-prawna analiza struktur organów bezpieczeństwa państwa w Polsce Ludowej (1944-1990). Zbiór studiów. Warsaw: Instytut Pamięci Narodowej. Komisja Ścigania Zbrodni przeciwko Narodowi Polskiemu. ISBN 978-83-7629-457-5.
- Henryk Piecuch, Brudne gry: ostatnie akcje Służb Specjalnych (seria: Tajna Historia Polski) (Dirty Games: the Last Special Services Operations [Secret History of Poland series]). Warsaw: Agencja Wydawnicza CB (1998).